# Franz Eybl

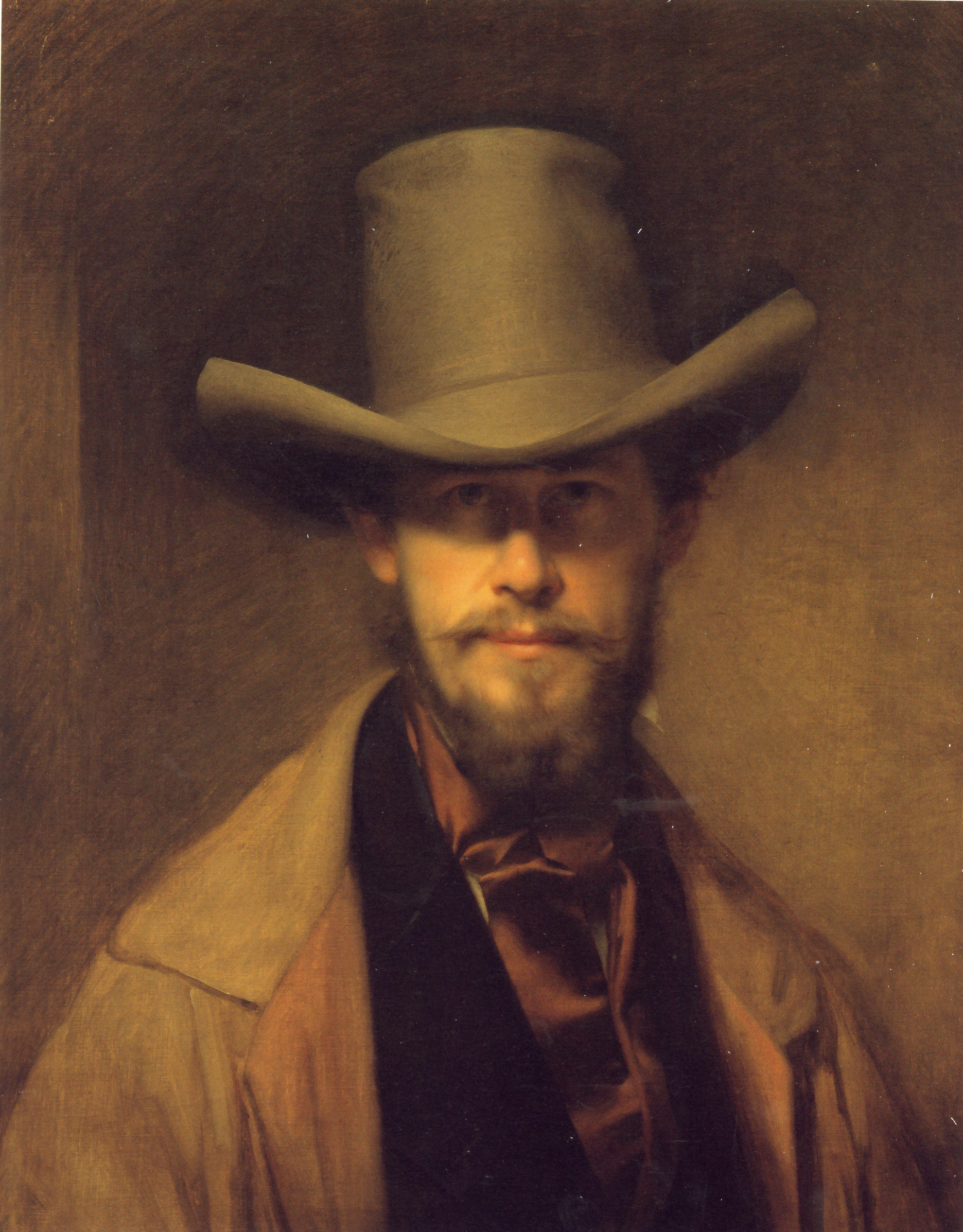
Selbstporträt mit Hut (um 1840)

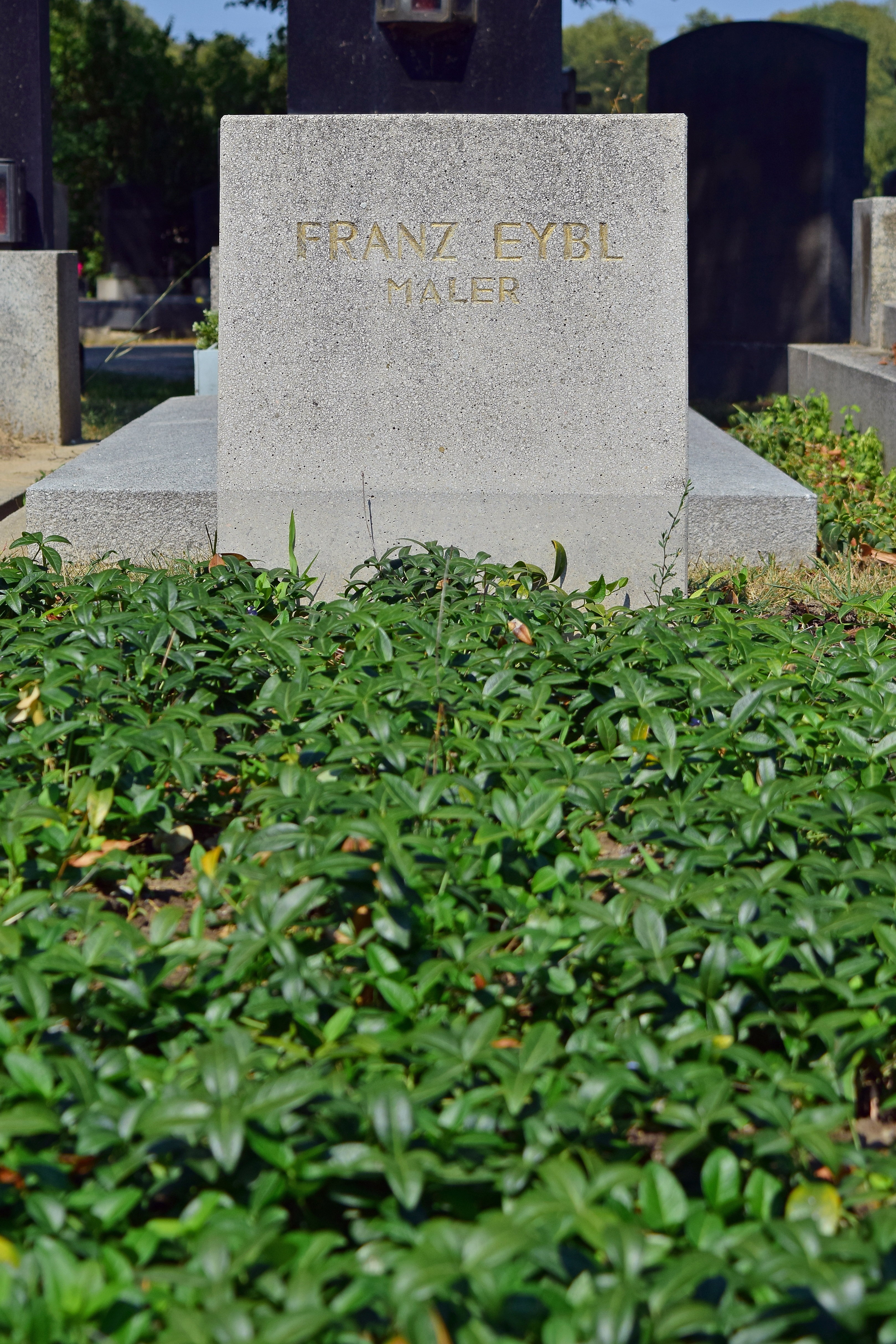
Ehrenhalber gewidmetes Grab auf dem Wiener Zentralfriedhof

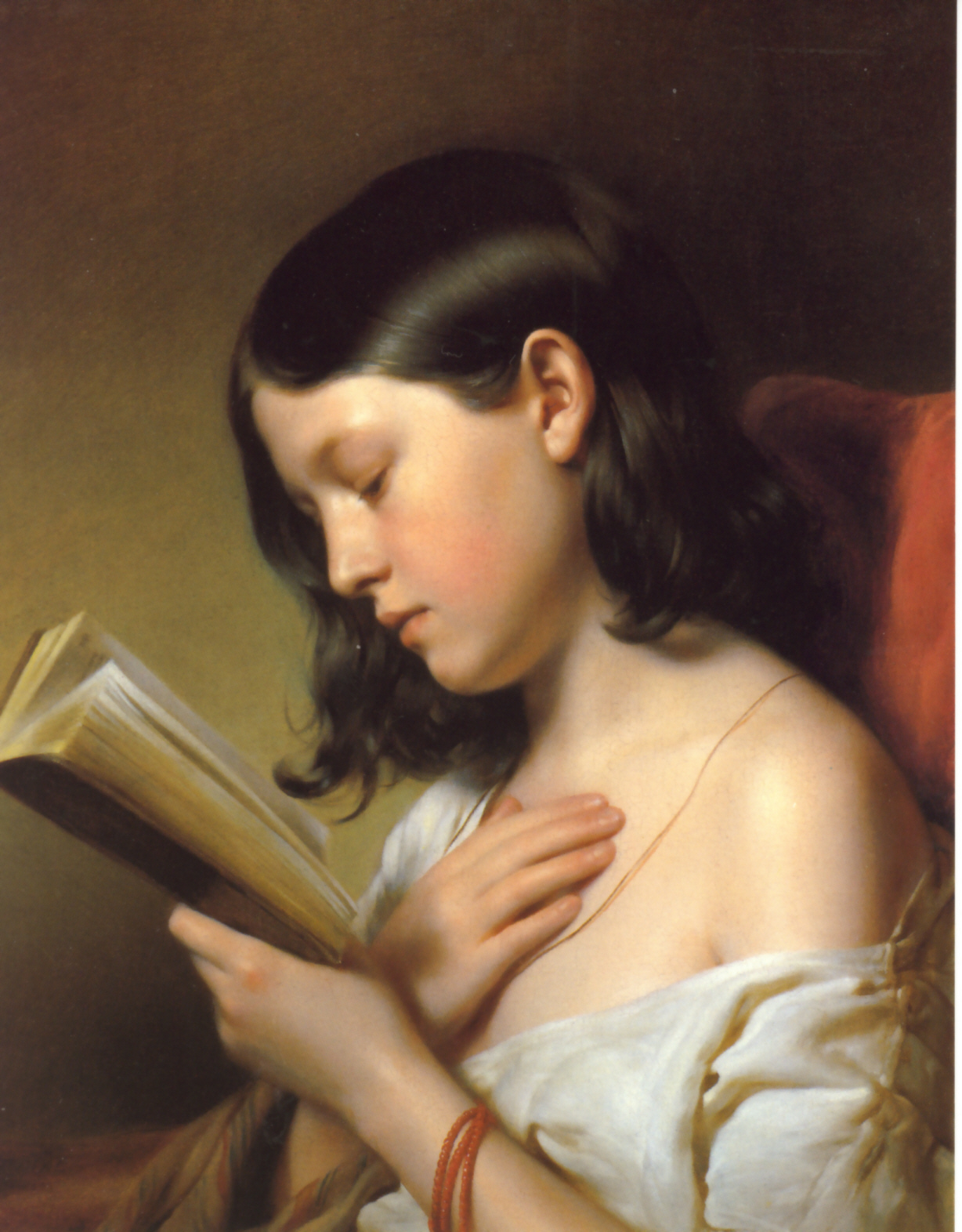
Lesendes Mädchen (1850)

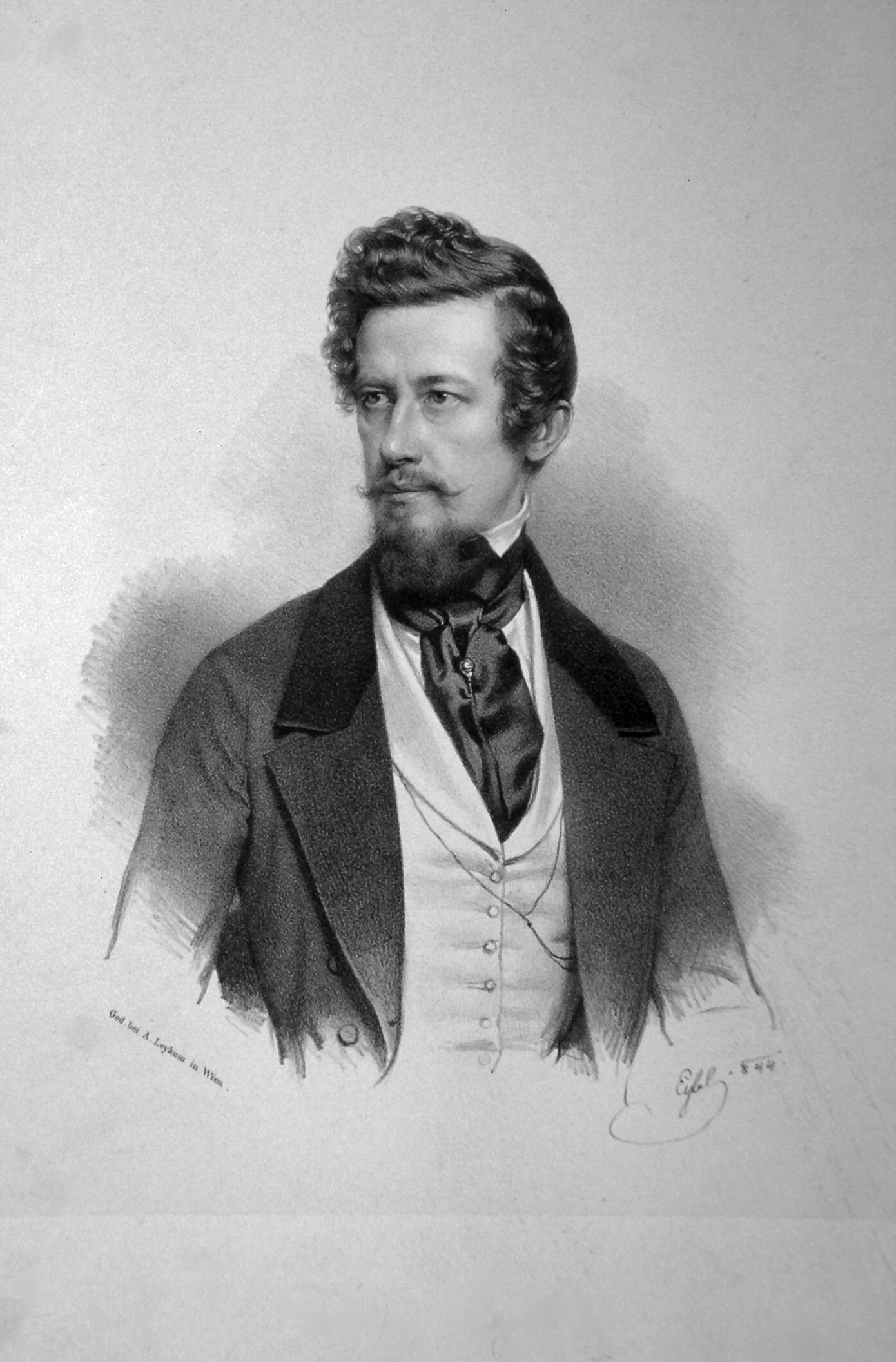
Selbstporträt (1844)

Franz Eybl (* 1. April 1806 in Wien; † 29. April 1880 ebenda) war ein österreichischer Maler und Lithograf.

## Leben
Franz Eybl wurde in der Wiener Vorstadt Gumpendorf, Große Steingasse 136 (heute Stumpergasse 55) geboren. 1816 besuchte er bereits im Alter von 10 Jahren die Akademie der bildenden Künste in Wien. Dort war er zunächst bei Josef Klieber in der Erzverschneidungs- und Kunstprofessionistenschule, 1817 dann bei Josef Mössmer in der Landschaftsklasse. Von 1820 bis 1823 belegte er Modellzeichnen nach der Antike bei Johann Baptist Lampi und Franz Caucig (1755–1828), ehe er schließlich bis 1828 bei Johann Peter Krafft die Klasse für Historienmalerei absolvierte. 1825 erhielt Eybl den Gundel-Preis und 1828 den Lampi-Preis. 1830 heiratete er Antonia Jordan. Ab 1843 war Eybl Mitglied der Wiener Akademie, ab 1853 Kustos an der Kaiserlichen Gemäldegalerie im Belvedere, ab 1867 auch Lehrer an der dortigen Restaurierwerkstätte. Franz Eybl starb in seiner Dienstwohnung im Schloss Belvedere. Er wurde in einem ehrenhalber gewidmeten Grab auf dem Wiener Zentralfriedhof (Gruppe 17 C, Reihe 1, Nr. 6) bestattet. 1933 wurde der Eyblweg in Wien-Leopoldau nach dem Künstler benannt.

## Wirken
Franz Eybl widmete sich zunächst der Landschafts- und der Genremalerei sowie der Historienmalerei, wobei er sich seine Themen meist aus der bäuerlichen Welt suchte. Nach 1840 geriet er zunehmend unter den Einfluss von Ferdinand Georg Waldmüller, dessen Lichteffekte er aufgriff. Eybls größte Bedeutung liegt aber in seinen Porträts, wobei er darin neben Friedrich von Amerling zu den wichtigsten Porträtmalern des 19. Jahrhunderts in Österreich zählt. Neben zahlreichen Ölgemälden schuf er auch über 400 Porträtlithografien und ist in diesem Fach Josef Kriehuber vergleichbar. Mit diesem hat er zum großen Aufschwung und zur künstlerischen Blüte der Wiener Porträtlithografie in den Jahren 1830–1860 beigetragen.

## Werke
- Ein slowakischer Zwiebelverkäufer (Budapest, Szépművészeti Múzeum), 1835, Öl auf Karton, 25 × 29,5 cm
- Ramsauer Bäuerin am Spinnrad (Wien, Österreichische Galerie Belvedere), um 1836, Öl auf Holz
- Bildnis Frau Nadassy (Wien, Österreichische Galerie Belvedere), 1839, Öl auf Holz, 29 × 23 cm
- Selbstporträt mit Hut (Wien, Österreichische Galerie Belvedere), um 1840, Öl auf Leinwand, 70 × 56 cm
- Selbstporträt vor rotem Grund (Wien, Österreichische Galerie Belvedere), 1843, Öl auf Leinwand
- Bildnis einer Dame im Lehnstuhl (Wien, Österreichische Galerie Belvedere), 1846, Öl auf Leinwand, 111 × 91 cm
- Karl Gustav Wittmann auf dem Totenbett (Wien Museum), 1847, Aquarell
- Das Innere einer Schmiede (Wien, Österreichische Galerie Belvedere), 1847, Öl auf Leinwand
- Lesendes Mädchen (Wien, Österreichische Galerie Belvedere), 1850, Öl auf Leinwand, 53 × 41 cm
- Ein alter Bettler (Wien, Österreichische Galerie Belvedere), 1856, Öl auf Holz, 40 × 31 cm
- Graf Miklós Wesselényi der Jüngere (Budapest, Ungarisches Nationalmuseum), Öl auf Leinen, 94 × 75,5 cm